# Memmelshoffen
Memmelshoffen (Mammelshoffe en alsacien, Memmelshofen en allemand) est une commune française située dans la circonscription administrative du Bas-Rhin et, depuis le 1er janvier 2021, dans le territoire de la Collectivité européenne d'Alsace, en région Grand Est.
Cette commune se trouve dans la région historique et culturelle d'Alsace et fait partie du parc naturel régional des Vosges du Nord.

## Géographie

### Localisation
Le territoire de la commune est limitrophe de ceux de trois communes :
|                    | Keffenach     |              |
| Soultz-sous-Forêts | Memmelshoffen |              |
|                    |               | Retschwiller |

### Géologie et relief
La commune se compose de 25,20 hectares de territoires artificialisés (14,00 %), 146,90 hectares de territoires agricoles (81,61 %) et 7,43 hectares de forêts et milieux semi-naturels (4,13 %).
Espaces naturels :
- Un espace protégé hors Natura 2000 Vosges du Nord :

Réserve de Biosphère, zone tampon,
Réserve de Biosphère, zone de transition,
Parc naturel régional.
Situé dans les collines sous-vosgiennes de la Hardt, adossé aux massifs du Hochwald et du Langenberg, le village est localisé au nord du département du Bas-Rhin.

### Hydrographie et les eaux souterraines
Hydrogéologie et climatologie : Système d’information pour la gestion de l’Aquifère rhénan, par le BRGM :
Territoire communal : Occupation du sol (Corinne Land Cover); Cours d'eau (BD Carthage),
Géologie : Carte géologique; Coupes géologiques et techniques,
 Hydrogéologie : Masses d'eau souterraine; BD Lisa; Cartes piézométriques.
La commune est dans le bassin versant du Rhin au sein du bassin Rhin-Meuse. Elle est drainée par le ruisseau le Wintzenbach,.
Le Wintzenbach, d'une longueur de 11 km, prend sa source dans la commune de Soultz-sous-Forêts et se jette  dans le Haussauerbach à Hoffen, après avoir traversé sept communes. 

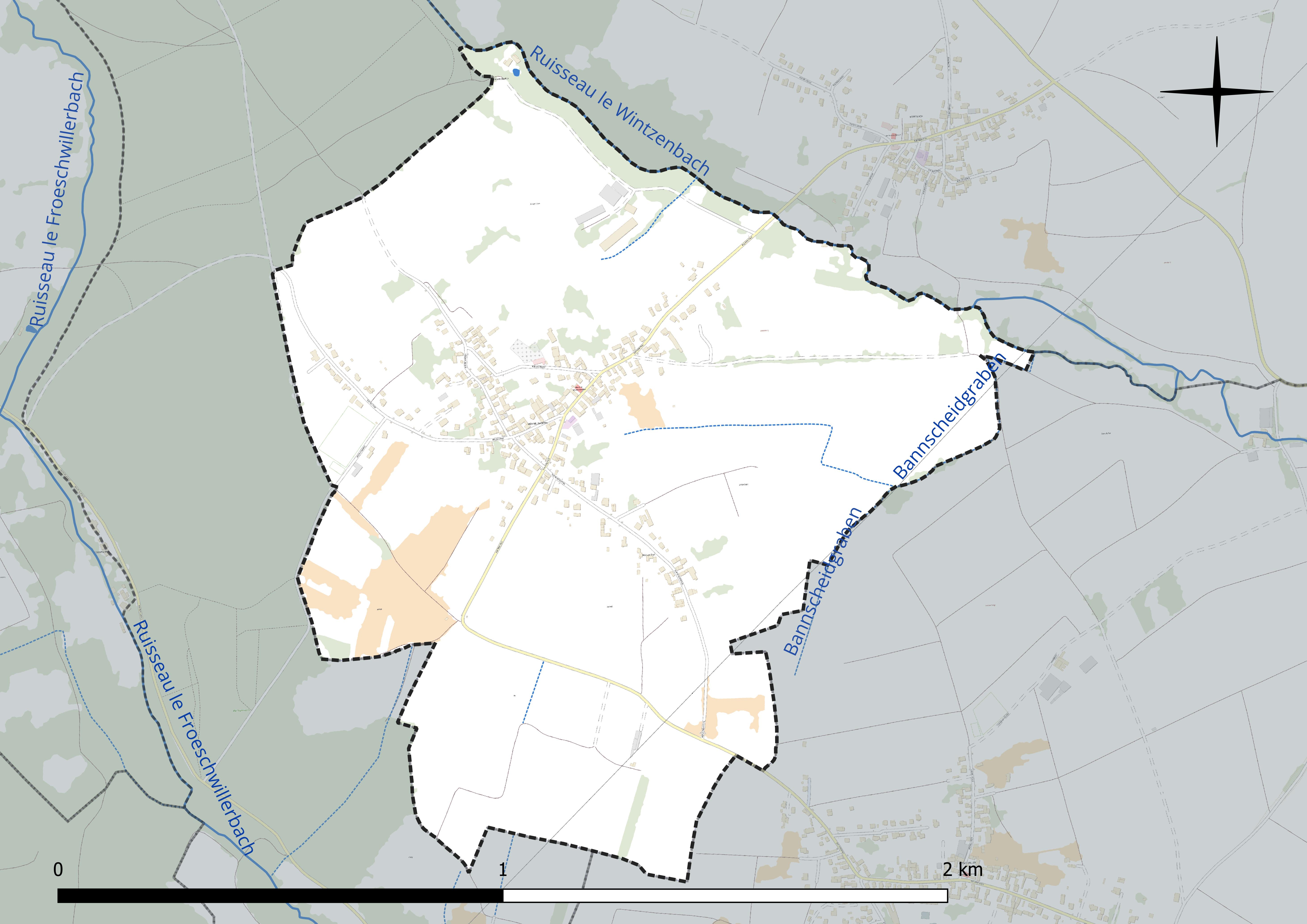
Réseau hydrographique de Memmelshoffen.

### Climat
Pour des articles plus généraux, voir Climat du Grand Est et Climat du Bas-Rhin.
En 2010, le climat de la commune est de type climat des marges montargnardes, selon une étude du Centre national de la recherche scientifique s'appuyant sur une série de données couvrant la période 1971-2000. En 2020, Météo-France publie une typologie des climats de la France métropolitaine dans laquelle la commune est exposée à un climat semi-continental et est dans la région climatique  Alsace, caractérisée par une pluviométrie faible, particulièrement en automne et en hiver, un été chaud et bien ensoleillé, une humidité de l’air basse au printemps et en été, des vents faibles et des brouillards fréquents en automne (25 à 30 jours). 
Pour la période 1971-2000, la température annuelle moyenne est de 10,5 °C, avec une amplitude thermique annuelle de 17,7 °C. Le cumul annuel moyen de précipitations est de 859 mm, avec 11,1 jours de précipitations en janvier et 10,5 jours en juillet. Pour la période 1991-2020, la température moyenne annuelle observée sur la station météorologique de Météo-France la plus proche, « Preuschdorf », sur la commune de Preuschdorf à 5 km à vol d'oiseau, est de 11,3 °C et le cumul annuel moyen de précipitations est de 834,2 mm. 
La température maximale relevée sur cette station est de 39,8 °C, atteinte le 4 juillet 2015 ; la température minimale est de −19,9 °C, atteinte le 8 janvier 1985,,. 
Les paramètres climatiques de la commune ont été estimés pour le milieu du siècle (2041-2070) selon différents scénarios d'émission de gaz à effet de serre à partir des nouvelles projections climatiques de référence DRIAS-2020. Ils sont consultables sur un site dédié publié par Météo-France en novembre 2022.

## Urbanisme

### Typologie
Au 1er janvier 2024, Memmelshoffen est catégorisée commune rurale à habitat dispersé, selon la nouvelle grille communale de densité à sept niveaux définie par l'Insee en 2022.
Elle est située hors unité urbaine et hors attraction des villes,.

### Occupation des sols
L'occupation des sols de la commune, telle qu'elle ressort de la base de données européenne d’occupation biophysique des sols Corine Land Cover (CLC), est marquée par l'importance des territoires agricoles (80,9 % en 2018), en diminution par rapport à 1990 (94,8 %). La répartition détaillée en 2018 est la suivante : terres arables (80,8 %), zones urbanisées (13,9 %), forêts (5,2 %), zones agricoles hétérogènes (0,1 %). L'évolution de l’occupation des sols de la commune et de ses infrastructures peut être observée sur les différentes représentations cartographiques du territoire : la carte de Cassini (XVIIIe siècle), la carte d'état-major (1820-1866) et les cartes ou photos aériennes de l'IGN pour la période actuelle (1950 à aujourd'hui).

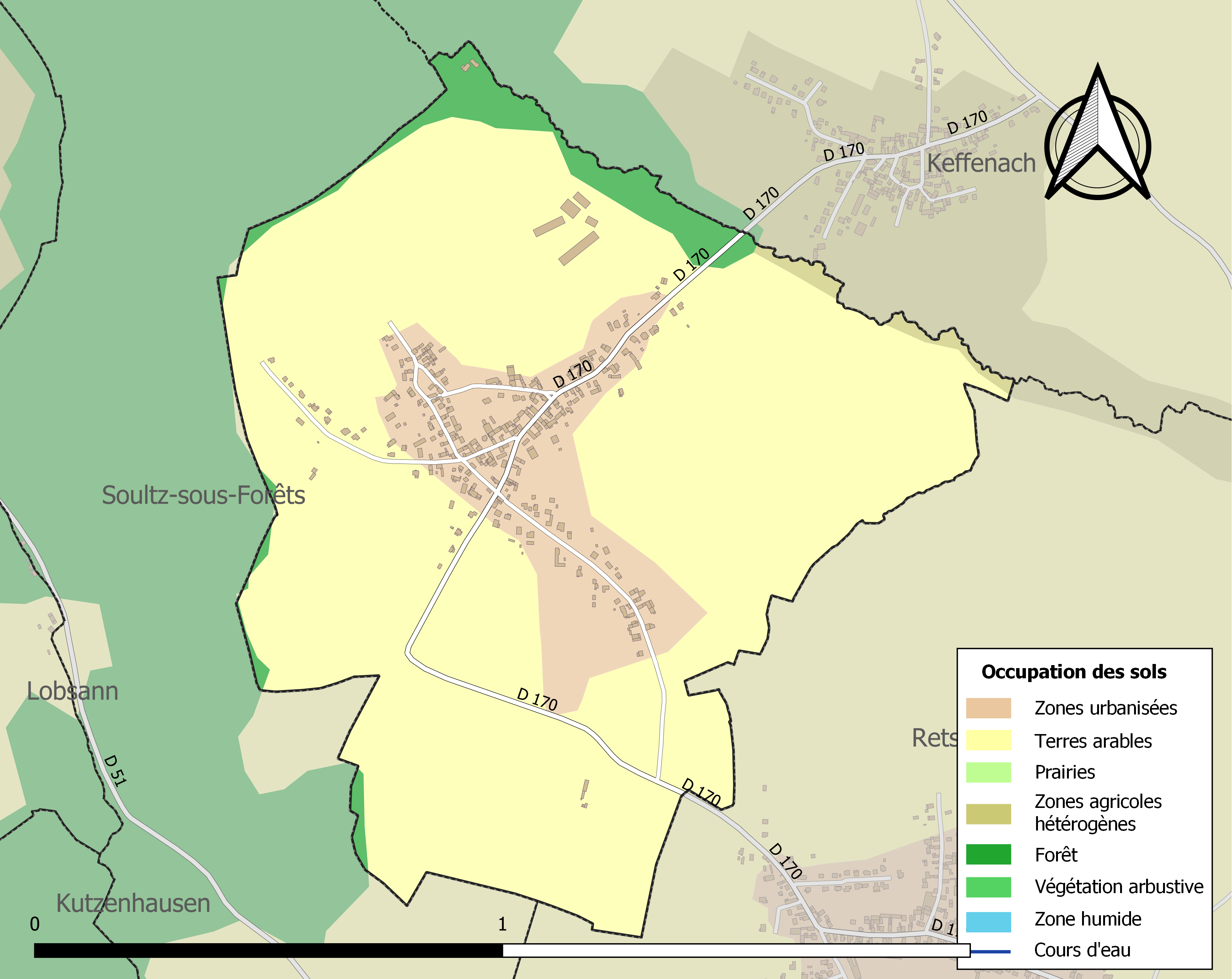
Carte des infrastructures et de l'occupation des sols de la commune en 2018 (CLC).

### Voies de communications et transports

#### Voies routières
- D 179 vers Keffenach, Retschwiller[21].

#### Transports en commun

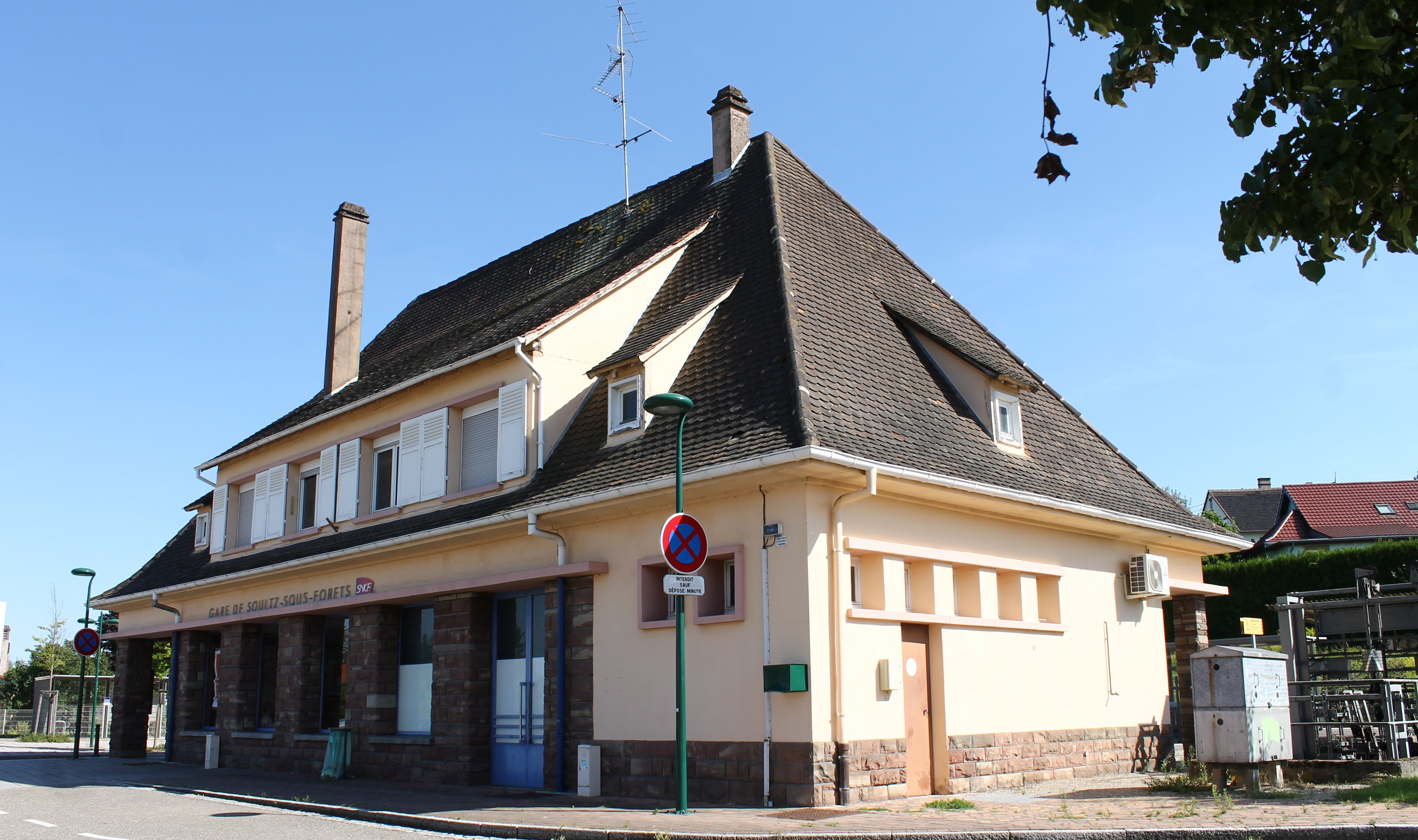
Gare de Soultz-sous-Forêts.

- Transports en Alsace.
- Fluo Grand Est.

##### SNCF
- Gare de Soultz-sous-Forêts,
- Gare de Hoelschloch,
- Gare de Hoffen,
- Gare de Hunspach,
- Gare de Riedseltz.

### Risques naturels et technologiques
Commune située dans une zone 3 de sismicité modérée.

## Histoire
Déjà en 1274, au temps de Saint Louis, les sires de Fleckenstein et le Puller de Hohenbourg possèdent le village. En 1351, le village passe en copropriété aux sires de Dahn et de Fleckenstein-Bickenbach (Cleebourg). En l’an de grâce 1435, les Lichtenberg transmettent leur possession à Memelshoffen à Wirich von Hohenburg, vassal de l’archevêque de Cologne. 
De 1543 à 1550, les Fleckenstein, autres vassaux de l’archevêque de Cologne, vont introduire la Réforme. Ils seront propriétaires du village jusqu’en 1720. En 1693, la religion catholique réapparaît. En 1720, à l’extinction de la lignée des Fleckenstein, la baronnie de Soultz passe aux Rohan-Soubise. En 1789 est rédigé le premier livre du conseil municipal de Memmelshoffen.
Dès 1798, le village devient une commune autonome, conséquence de la Révolution française de 1789. De 1940 à 1945, ce sera l’ultime incorporation allemande. Le village y perdra son autonomie et sera rattaché d’office à Keffenach.

## Politique et administration

### Découpage territorial

#### Commune et intercommunalités
Commune membre de la Communauté de communes de l'Outre-Forêt.

### Liste des maires
| Période                                  | Période  | Identité           | Étiquette | Qualité                                   |
| ---------------------------------------- | -------- | ------------------ | --------- | ----------------------------------------- |
| Les données manquantes sont à compléter. |          |                    |           |                                           |
| 1945                                     | 1965     | Jean Schillinger   |           |                                           |
| 1965                                     | 1989     | Emile Huchler      |           |                                           |
| 1989                                     | 2001     | Paul Batt          |           |                                           |
| mars 2001                                | mai 2020 | Georges Eschenmann |           |                                           |
| mai 2020                                 | En cours | Stéphane Kastner   |           | Ingénieur et cadre technique d'entreprise |

### Budget et fiscalité 2023

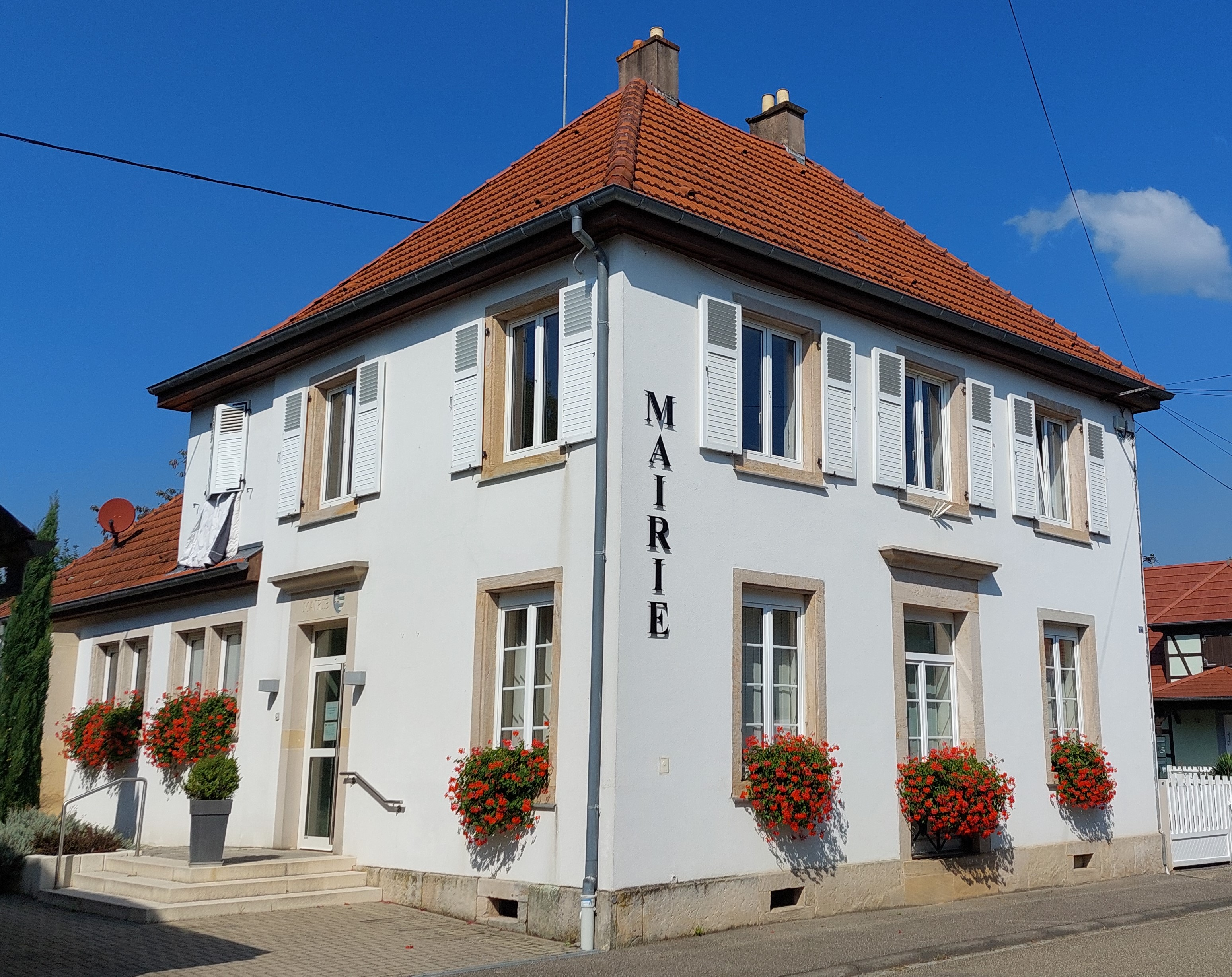
Mairie de Memmelshoffen.

En 2023, le budget de la commune était constitué ainsi :
- total des produits de fonctionnement : 199 000 €, soit 599 € par habitant ;
- total des charges de fonctionnement : 173 000 €, soit 520 € par habitant ;
- total des ressources d'investissement : 12 000 €, soit 37 € par habitant ;
- total des emplois d'investissement : 41 000 €, soit 122 € par habitant ;
- endettement : 219 000 €, soit 657 € par habitant.

Avec les taux de fiscalité suivants :
- taxe d'habitation : 14,86 % ;
- taxe foncière sur les propriétés bâties : 23,19 % ;
- taxe foncière sur les propriétés non bâties : 48,94 % ;
- taxe additionnelle à la taxe foncière sur les propriétés non bâties : 0,00 % ;
- cotisation foncière des entreprises : 0,00 %.

Chiffres clés Revenus et pauvreté des ménages en 2021 : médiane en 2021 du revenu disponible, par unité de consommation : 26 640 €.

## Équipements et services publics

### Enseignement
Établissements d'enseignements :
- École maternelle.
- Écoles primaires à Keffenach, Retschwiller, Lobsann, Soultz-sous-Forêts.
- Collèges à Soultz-sous-Forêts, Wœrth, Walbourg, Wissembourg, Soufflenheim.
- Lycées à Walbourg, Wissembourg, Haguenau.

### Santé
Professionnels et établissements de santé :
- Médecins à Soultz-sous-Forêts, Merkwiller-Pechelbronn, Surbourg, Lembach.
- Pharmacies à Soultz-sous-Forêts, Merkwiller-Pechelbronn, Lembach, Woerth, Wissembourg.
- Hôpitaux à Lobsann, Goersdorf, Wissembourg, Niederbronn-les-Bains, Haguenau.

## Population et société

### Démographie

#### Évolution démographique
L'évolution du nombre d'habitants est connue à travers les recensements de la population effectués dans la commune depuis 1793. Pour les communes de moins de 10 000 habitants, une enquête de recensement portant sur toute la population est réalisée tous les cinq ans, les populations de référence des années intermédiaires étant quant à elles estimées par interpolation ou extrapolation. Pour la commune, le premier recensement exhaustif entrant dans le cadre du nouveau dispositif a été réalisé en 2007.

En 2022, la commune comptait 319 habitants, en évolution de −3,92 % par rapport à 2016 (Bas-Rhin : +3,17 %, France hors Mayotte : +2,11 %).
| 1793 | 1800 | 1806 | 1821 | 1831 | 1836 | 1841 | 1846 | 1851 |
| ---- | ---- | ---- | ---- | ---- | ---- | ---- | ---- | ---- |
| 235  | 274  | 353  | 367  | 421  | 391  | 383  | 372  | 383  |

| 1856 | 1861 | 1866 | 1871 | 1875 | 1880 | 1885 | 1890 | 1895 |
| ---- | ---- | ---- | ---- | ---- | ---- | ---- | ---- | ---- |
| 330  | 326  | 324  | 311  | 311  | 329  | 315  | 306  | 293  |

| 1900 | 1905 | 1910 | 1921 | 1926 | 1931 | 1936 | 1946 | 1954 |
| ---- | ---- | ---- | ---- | ---- | ---- | ---- | ---- | ---- |
| 301  | 311  | 304  | 315  | 293  | 297  | 317  | 296  | 295  |

| 1962 | 1968 | 1975 | 1982 | 1990 | 1999 | 2006 | 2007 | 2012 |
| ---- | ---- | ---- | ---- | ---- | ---- | ---- | ---- | ---- |
| 300  | 300  | 279  | 273  | 263  | 317  | 322  | 323  | 326  |

| 2017 | 2022 | - | - | - | - | - | - | - |
| ---- | ---- | - | - | - | - | - | - | - |
| 332  | 319  | - | - | - | - | - | - | - |

### Cultes
- Culte catholique, 4 paroisses Communauté de paroisses « Les Prairies de la Zorn »[34], Diocèse de Strasbourg.
- Culte protestant[35].

## Économie

### Entreprises et commerces

#### Agriculture
- Ferme auberge à Drachenbronn-Bichlenbach.
- Culture de céréales, de légumineuses et de graines oléagineuses.
- Élevage d'ovins et de caprins.
- Culture de la vigne.

#### Tourisme
- Gîtes ruraux, Maisons d'hôtes à Soultz-sous-Forêts, Birlenbah, Merswiller.
- Hôtel-restaurant à Drachenbronn-Bichlenbach, Cleebourg.

#### Commerces
- Commerces et services de proximité[36].

## Culture locale et patrimoine

### Lieux et monuments

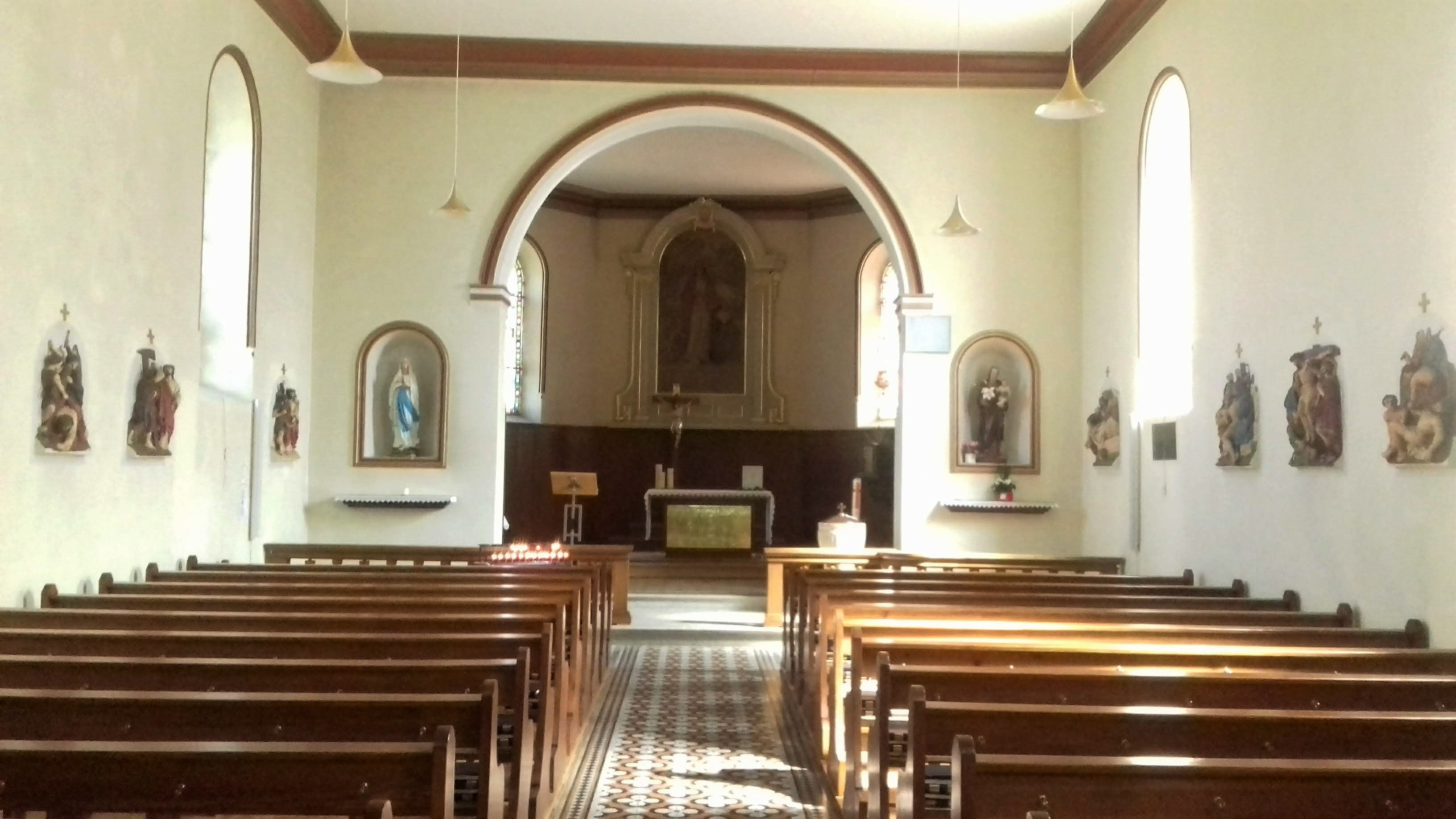
Intérieur de l'église Sainte-Catherine.
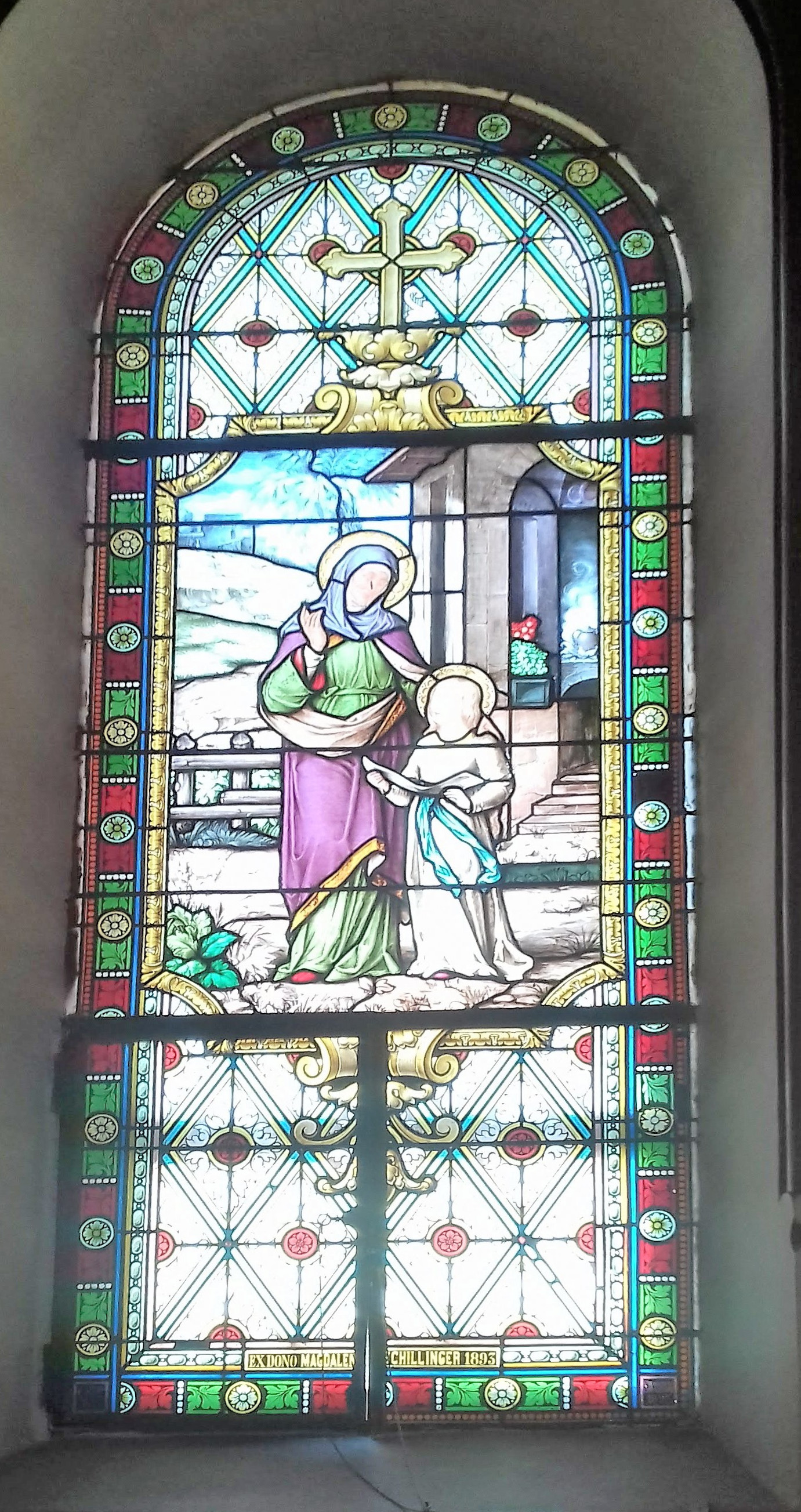
Vitrail.
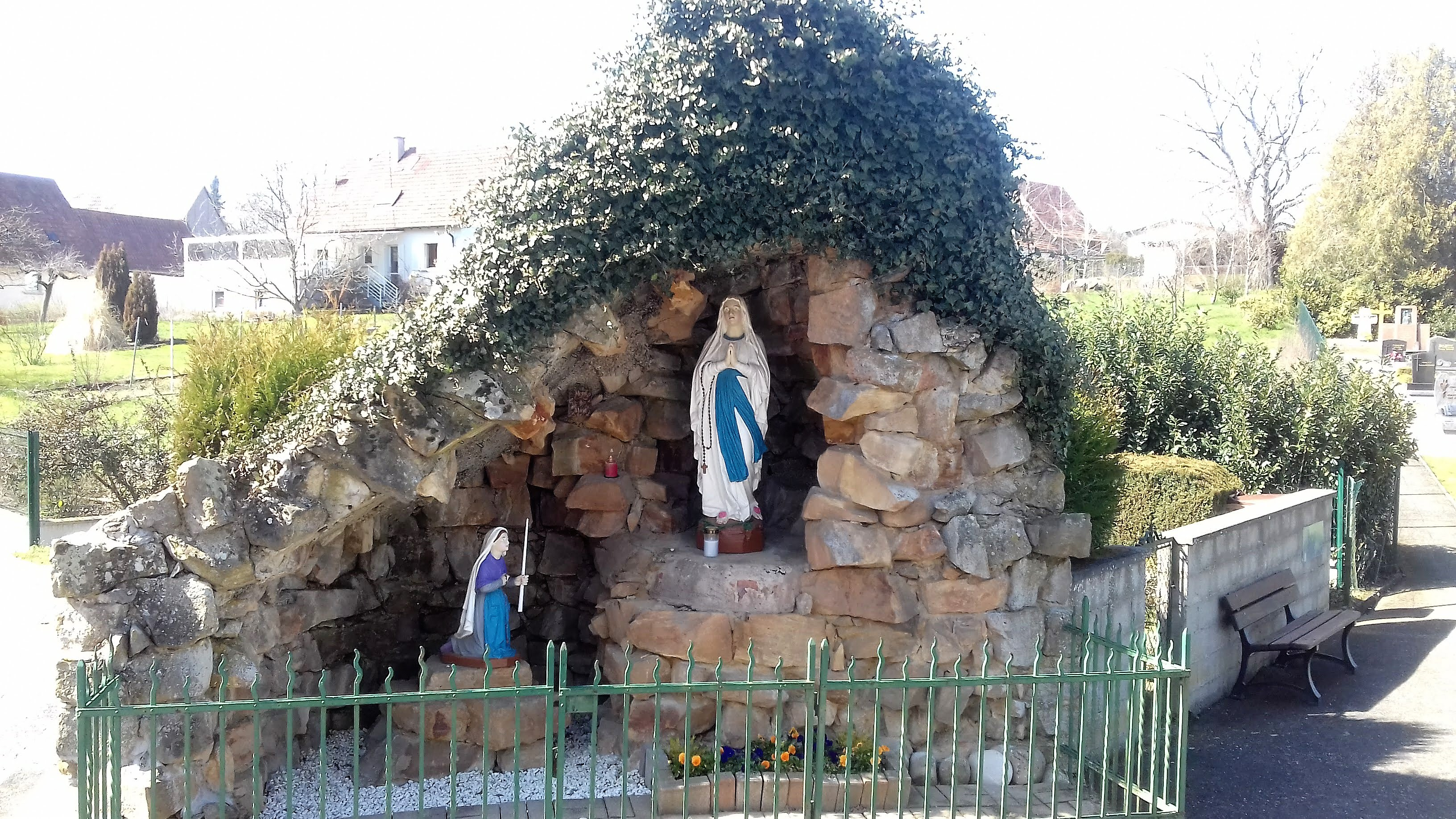
Grotte de Lourdes.
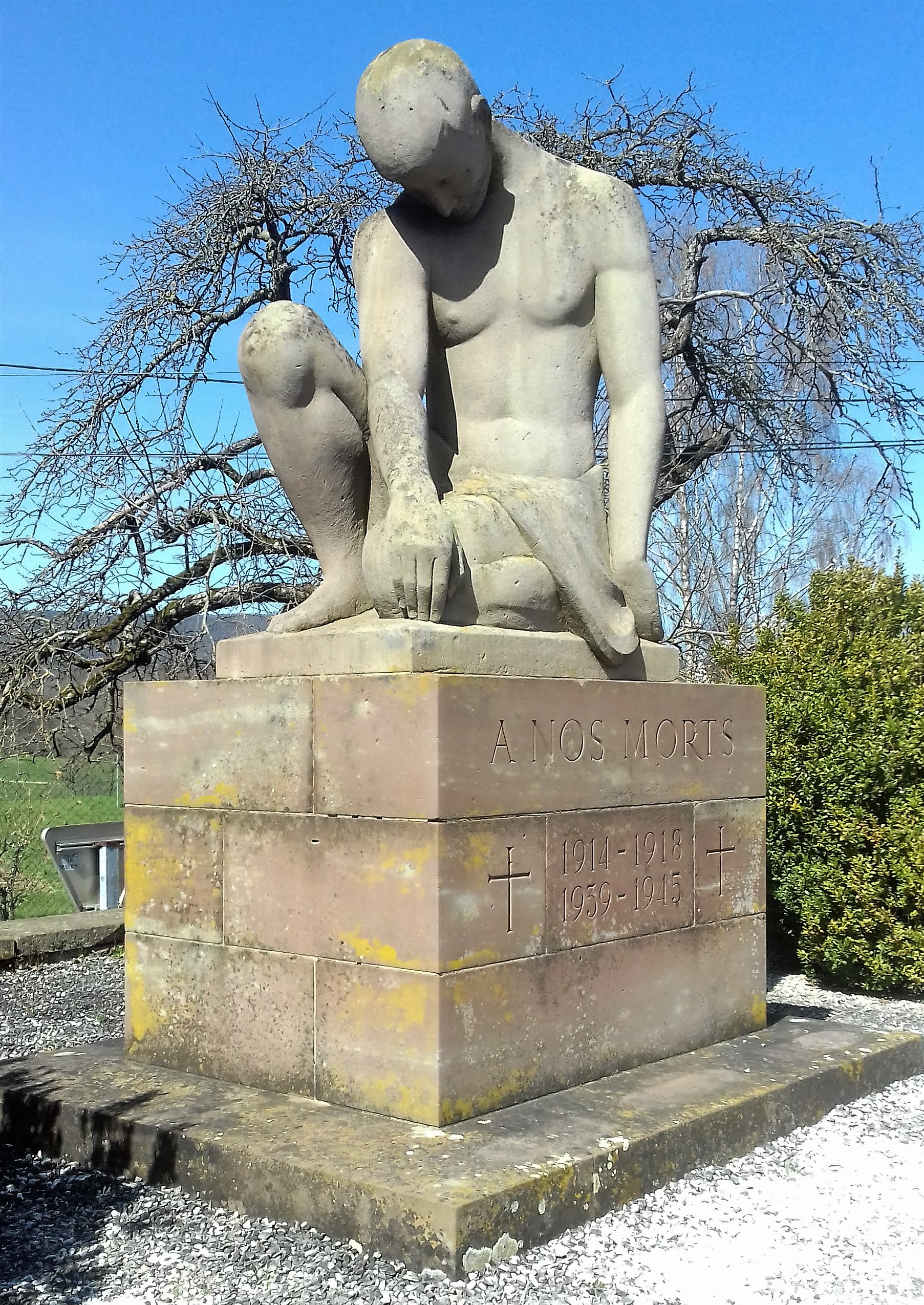
Monument aux morts.

- L'église, construite en 1780 sur une précédente construction quasiment en ruine, est rénovée et agrandie en 1861. Construite en grès, sa couverture est faite de tuiles plates, d’ardoises[37].

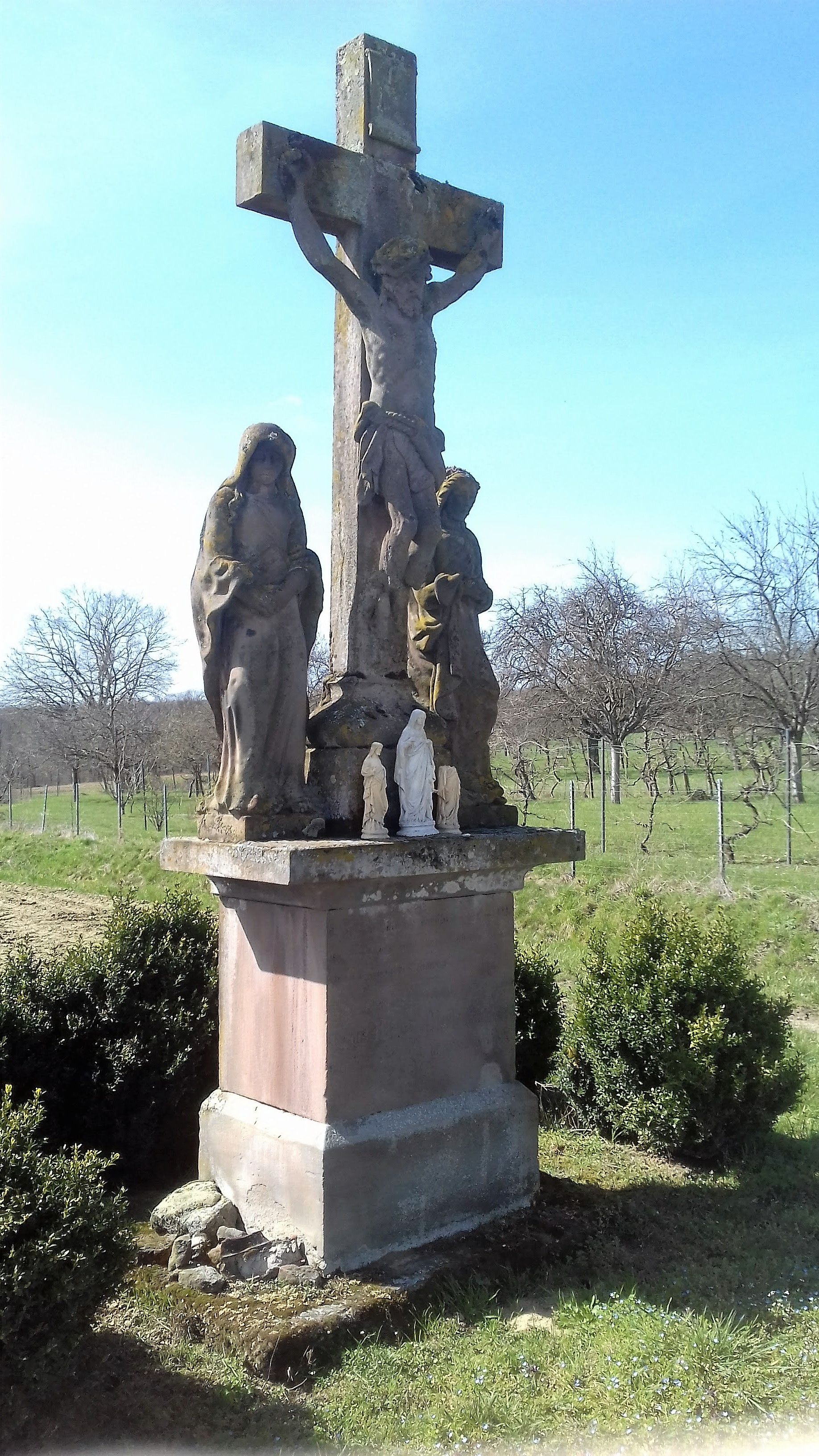
Calvaire sur D 170.

Le mobilier de l'église paroissiale Sainte-Catherine.
* 2 verrières figurées : Éducation de la Vierge, saint Joseph, Enfant Jésus (baies 1 et 2).
* Fonts baptismaux.
* Statue de procession Immaculée Conception
* Le tableau de sainte Catherine qui orne l'église depuis 1850 est rénové une première fois en 1932 et une deuxième fois en 2000.
* Orgue (grand orgue) en tribune,.
- Grotte de Lourdes[45].
- Calvaire.
- Crucifix.
- Croix de cimetière.
- Mairie, école[46].
- Au centre du village se dresse le monument aux morts construit en 1960[47] : Conflits commémorés : Guerres franco-allemande de 1914-1918 - 1939-1945.
- Patrimoine rural recensé par le service régional de l'Inventaire général du patrimoine culturel[48].

### Personnalités liées à la commune
- François-Antoine Brendel : évêque jureur de la Constitution. Son père Mathias Brendel est né le 23 juin 1699 à Walthüren (Ostfranken), il a épousé Johanna Franziska Wilk originaire de Walschbronn en Lorraine. Son fils Franz-Anton est né à Lohr am Main le 4 octobre 1735. Il a grandi à Memmelshoffen, alors que son père était contrôleur du prince de Hessen Darmstadt. Il étudia pendant un an à Öwisheim (Pays de Bade) puis a fréquenté de 1750 à 1754 le collège de Haguenau. Ensuite il apprit le français à Pont-à-Mousson et étudia la théologie au séminaire de Strasbourg. Il fut vicaire pendant six mois à Huttenheim et ensuite curé à Soultz-sous-Forêts en 1761. Il devint prédicateur à la cathédrale de Strasbourg en 1765 et enseigna le droit canon à l’université épiscopale à partir de 1769. Brendel participa aux assemblées politiques lors de la Révolution et prêta serment le 20 février 1791, bien qu’il ait signé une déclaration avec les religieux de Strasbourg contre la constitution civile. Après son élection en tant qu’évêque constitutionnel, il obtint la consécration le 13 mars 1791 des mains de l’évêque Gobels à Paris. Le 20 novembre 1793, la cathédrale fut transformée en temple de la Raison, Brendel se retira et fut assigné à résidence à l’Université. Après sa libération en 1794, découragé, il transmit sa démission et devint archiviste du département du Bas-Rhin. Il mourut le 3 prairial de l’an VIII (23 mai 1799), à 64 ans. Ses funérailles furent célébrées par des prêtres constitutionnels dans l’église Saint-Pierre-le-Jeune de Strasbourg.

### Héraldique
| Blason de Memmelshoffen | Blason  | Parti : au premier d'azur à l'étoile de six rais d'or, au second de sinople aux trois fasces d'argent. |
| Blason de Memmelshoffen | Détails | |

## Pour approfondir